# 알카라마 SC
알카라마 SC(아랍어: نادي الكرامة, 영어: Al-Karamah Sporting Club)는 시리아 홈스를 연고로 하는 축구 클럽으로, 1928년에 창단되었다. 아시아에서 가장 오래된 축구 클럽 가운데 하나로 꼽히고 있으며 시리아 프리미어리그와 시리아 컵에서 8번 우승한 경력을 갖고 있다. 시리아의 축구 클럽으로는 처음으로 리그와 컵 대회에서 동시에 우승을 차지한 팀이기도 하다.

## 성적
- 시리아 프리미어리그: 우승 8회 (1975, 1984, 1983, 1996, 2006, 2007, 2008, 2009)
- 시리아 컵: 우승 8회 (1983, 1987, 1995, 1996, 2007, 2008, 2009, 2010)
- 시리아 슈퍼컵: 우승 2회 (1985, 2008)
- AFC 챔피언스리그: 준우승 1회 (2006)
- AFC컵: 준우승 1회 (2009), 8강 진출 1회 (2010)

## 선수 명단

### 현역
참고: FIFA 자격 규정에 따라 소속된 국가대표팀 국기를 표시합니다. 선수는 복수의 FIFA 비회원국 국적을 가지고 있을 수 있습니다.
| 번호 | 포지션 | 국적       | 이름               |
| ---- | ------ | ---------- | ------------------ |
| 27   | MF     | 나이지리아 | 바바툰데 쿠티 이사 |

| 번호 | 포지션 | 국적 | 이름 |
| ---- | ------ | ---- | ---- |

## 역대 감독
| 감독        | 임기 |
| ----------- | ---- |
| 파와즈 맨도 | 불명 |